# Вежа Мейбанк
Вежа Мейбанк (малай. Menara Maybank) — хмарочос в Куала-Лумпурі, Малайзія. Висота 50-поверхового будинку становить 244 метри і він є третім за висотою в країні. Будівництво будинку було розпочато в 1984 і завершено в 1988 році і до 1998 року, коли було збудовано Вежі Петронас був найвищим будинком країни. Проект було розроблено архітектурним бюро Taisei Construction Co. Ltd. 
В будинку розташована штаб-квартира найбільшого банку Малайзії Мейбанк та найбільший в країні Нумізматичний музей Мейбанку.